# Gustav von Rümelin

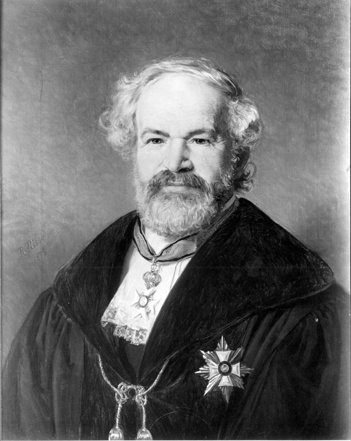
Gustav Rümelin (Porträt von Roland Risse in der Tübinger Professorengalerie)

Christian Heinrich Wilhelm Gustav Rümelin, ab 1856 von Rümelin, (* 26. März 1815 in Ravensburg; † 28. Oktober 1889 in Tübingen) war ein deutscher Pädagoge, Politiker und Statistiker.

## Leben und Beruf

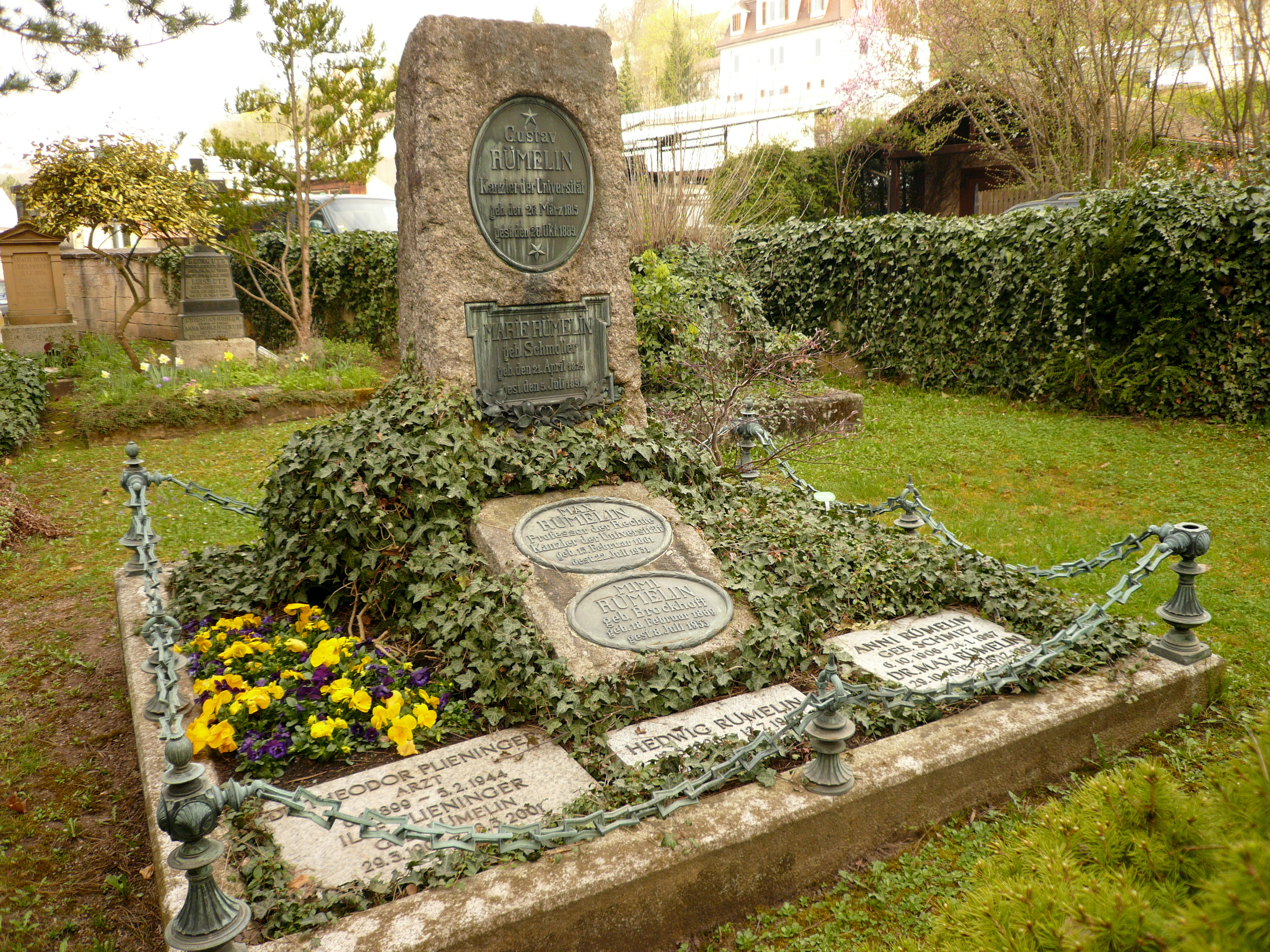
Familiengrabstätte Rümelin auf dem Tübinger Stadtfriedhof, hier ruhen neben Gustav von Rümelin auch Max von Rümelin, deren Ehefrauen, sowie weitere Familienmitglieder

Rümelin besuchte die Schule in Heilbronn und danach das evangelisch-theologische Seminar in Schöntal. 1832 bis 1836 studierte er Theologie am Tübinger Stift, das er 1836 mit dem theologischen Examen abschloss. Er wurde 1832 Mitglied der burschenschaftsnahen Kneipgesellschaft der Patrioten. 1837 promovierte er zum Dr. phil. an der Eberhard-Karls-Universität Tübingen. Danach war er von 1838 bis 1845 Repetent im Seminar in Schöntal sowie Lehrer in Ludwigsburg, Kirchheim, Langenburg, Heilbronn, Ellwangen, Göppingen und Stuttgart. In dieser Zeit legte er 1841 sein II. Theologisches Examen und 1843 das Professoratsexamen ab.
1845 bis 1849 war Gustav Rümelin Rektor der Lateinschule in Nürtingen, 1849 bis 1852 Gymnasialprofessor in Heilbronn und Stuttgart. 1852 wurde er Ministerialrat und Mitglied des Königlichen Studienrats im Kultministerium (das im königlichen Württemberg als Departement des Kirchen- und Schulwesens bezeichnet wurde). Vom 9. April 1856 bis zum 5. April 1861 leitete er im Ministerium Linden das Kultministerium im Rang eines Wirklichen Staatsrats. Von diesem Amt trat er 1861 zurück, nachdem der Landtag den von ihm verfolgten Plan des Abschlusses eines Konkordats mit dem Vatikan abgelehnt hatte.
Rümelin wandte sich danach der Statistik zu. Von 1861 bis 1873 war er Leiter des Königlich-Württembergischen Statistisch-Topographischen Bureaus, ab 1867 auch Professor für Statistik und vergleichende Staatenkunde an der Universität Tübingen. Ab 1870 bis zu seinem Tod war er Kanzler der Universität Tübingen. Hauptlehrtätigkeiten waren Soziale Statistik, Politische Statistik, vergleichende Staatenkunde und Rechtsphilosophie.

## Familie
Sein Vater Gustav Rümelin (1785–1850), war Oberamtsrichter und Oberjustizrat in Heilbronn. Seine Mutter Henriette Dreiß (1790–1865) war die Tochter des Heilbronner Kaufmanns Christian Dreiß (1753–1808) und der Wilhelmine Kaufmann. Rümelin hatte vier Geschwister, darunter Eugen Gustav Rümelin (1812–1899) und die Heilbronner Bankiers Richard Rümelin (1818–1880) und Max Rümelin (1823–1893).
Im Jahr 1847 heiratete Gustav von Rümelin Marie Schmoller (1824–1891), die Tochter des württembergischen Finanzrats und Kameralverwalters in Heilbronn Friedrich von Schmoller (1795–1865) und dessen Ehefrau Therese geb. Gärtner (1804–1846). Der jüngere Bruder von Rümelins Gattin, Gustav von Schmoller, wurde später ein bekannter Nationalökonom.
In der Ehe Gustav von Rümelins mit Marie geb. Schmoller wurden vier Kinder geboren, darunter die bekannten Rechtswissenschaftler:
- Gustav Friedrich Eugen Rümelin (1848–1907), ⚭ 1881 Susette von Meibom (1856–1931), Tochter von Viktor von Meibom
- Max von Rümelin (1861–1931), ⚭ 1891 Wilhelmine Brockhoff (1869–1953)

## Politik
Aufgrund der angesehenen Stellung, die sich Rümelin in Nürtingen durch regelmäßige politische Vorträge geschaffen hatte, wurde er 1848 für die Frankfurter Nationalversammlung gewählt. Vom 18. Mai 1848 bis zum 24. Mai 1849 war er Abgeordneter für den Bezirk Nürtingen-Kirchheim. Er gehörte in der Paulskirche den Fraktionen Württemberger Hof und Augsburger Hof sowie mehreren Ausschüssen an, unter anderem der Kaiserdeputation.
Von 1856 bis 1862 war er gewählter Abgeordneter der Stadt Ludwigsburg für die Zweite Kammer des württembergischen Landtags. Das Mandat ruhte von 1856 bis 1861 während seiner Zeit als Kultusminister. Ab 1870 gehörte er bis zu seinem Tode 1889 in seiner Eigenschaft als Kanzler der Universität Tübingen wieder dem württembergischen Landtag an.

## Ehrungen, Nobilitierung
- 1856 Kommenturkreuz des Ordens der Württembergischen Krone, welches mit dem persönlichen Adelstitel verbunden war
- 1857 Kommenturkreuz I. Klasse des Friedrichs-Ordens
- 1873 Ehrenvorstand des Statistischen Landesamtes
- 1876 Ehrendoktorwürde Dr. rer. pol. h. c. der Universität Tübingen
- 1877 Ehrendoktorwürde Dr. jur. h. c. der Universität Tübingen
- 1877 Großkreuz des Friedrichsordens
- 1887 Preußischer Kronenorden und Roter Adlerorden I. Klasse
- 1887 Ernennung zum Wirklichen Geheimen Rat mit dem Titel Exzellenz
- 1889 Hausorden von Hohenzollern

In Nürtingen, Tübingen und Ravensburg wurden Straßen nach Gustav Rümelin benannt.

## Veröffentlichungen
- Die Repräsentation der protestantischen Kirche in Württemberg, Stuttgart 1845.
- Das Königreich Württemberg, eine Beschreibung von Land. Volk und Staat, Herausgeber des Sammelwerks, Stuttgart 1863.
- Rechtsgefühl und Gerechtigkeit, Vittorio Klostermann-Verlag, Frankfurt 1871.
- Shakespearestudien. 2. Aufl. Cotta, Stuttgart 1874.
- Reden und Aufsätze. Laupp, Tübingen 1875.
- Reden und Aufsätze. Neue Folge. Mohr, Freiburg 1881.
- Die Bevölkerungsstatistik des Königreichs Württemberg. Kohlhammer, Stuttgart 1884.
- Die Berechtigung der Fremdwörter, veröffentlicht von J.C.B. Mohr, Freiburg 1887.
- Reden und Aufsätze. 3. Folge. Mohr, Freiburg 1894.
- Kanzlerreden. Mohr, Tübingen 1907.